# Ólafur Stefánsson
Ólafur Stefánsson, islandski rokometaš, * 3. julij 1973, Reykjavik.
Leta 2004 je na poletnih olimpijskih igrah v Atlanti v sestavi islandske reprezentance osvojil 9. mesto; čez štiri leta pa še bronasto medaljo.